# Pinturas de Klimt para el techo del Aula Magna de la Universidad de Viena
Las Pinturas del Techo del Aula Magna de la Universidad de Viena hechas por Klimt, también conocidas como las Pinturas de la Facultad, fueron una serie de pinturas alegóricas que hizo Gustav Klimt para el techo de la Universidad de Viena entre los años 1900–1907. En 1894 Klimt recibió el encargo de pintar el techo. Al presentar sus pinturas, Filosofía, Medicina y Jurisprudencia, estas fueron señaladas como 'pornografía' y 'en exceso pervertidas'. Ninguna de las pinturas se mostraría en exhibición en la universidad. En mayo de 1945 estas tres pinturas fueron destruidas por fuerzas SS en retirada.

## Filosofía

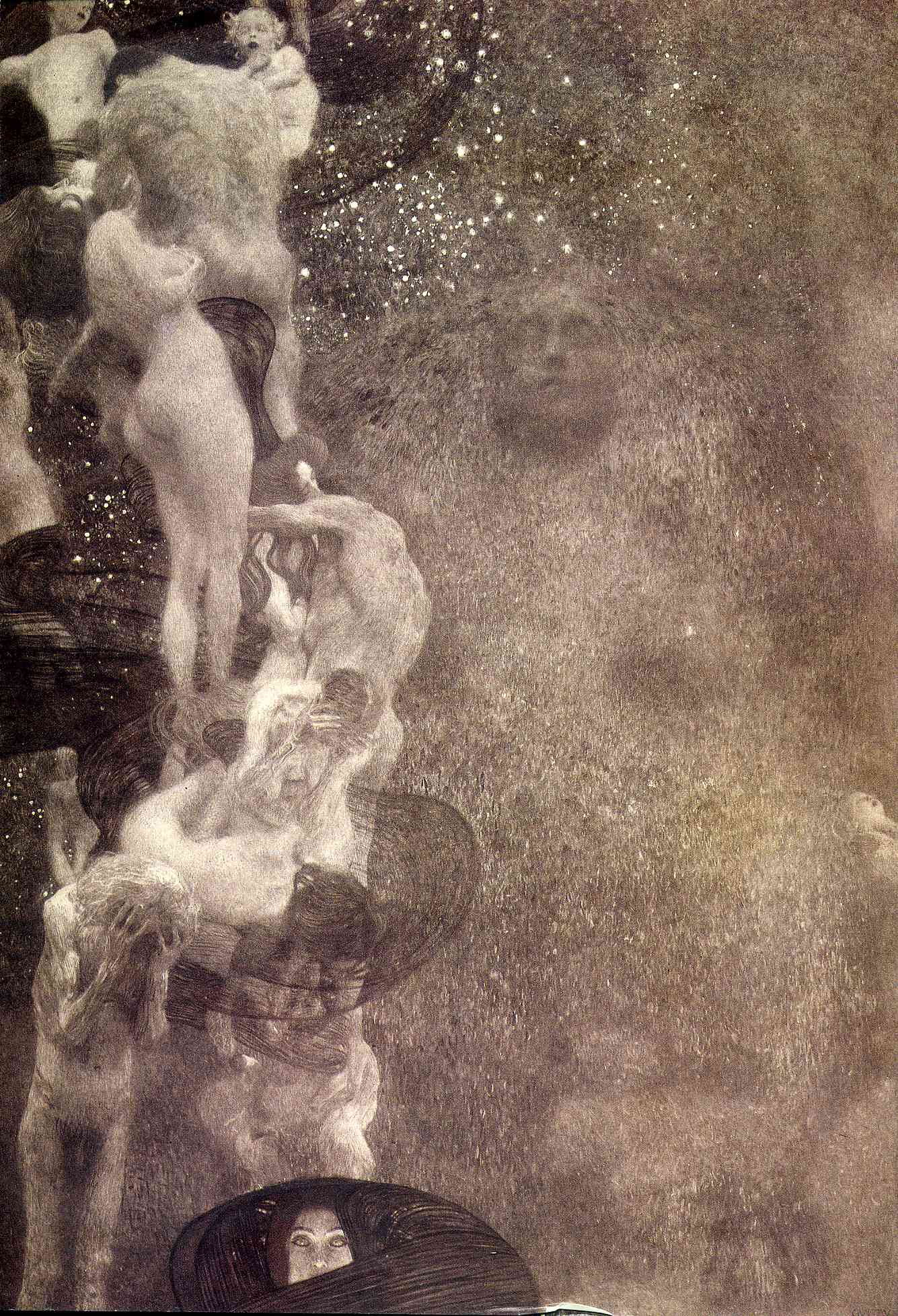
Filosofía, 1899–1907. Tablero de techo para el Gran Salón de la Universidad de Viena. Destruido por el fuego en Schloss Immendorf en 1945.

Filosofía fue el primero de los tres cuadros presentados al Gobierno austriaco en la séptima exposición de la Secesión vienesa en marzo de 1900. Se le otorgó una medalla de oro en la Exposición Universal en París, pero fue atacada en su propio país. Klimt describió la pintura como sigue: "A la izquierda un grupo de figuras, el principio de vida, fruición, decadencia. A la derecha, el globo como misterio. Emergiendo abajo, una figura de luz: conocimiento."
Los críticos se sintieron perturbados por su representación de hombres y mujeres que van a la deriva en un trance sin rumbo. La propuesta original para el tema de la pintura era "La Victoria de la Luz sobre la Oscuridad", pero lo que Klimt presentó en cambio fue una soñada masa de humanidad, no refiriéndose ni al optimismo ni al racionalismo, sino a un "vacío viscoso".

## Medicina

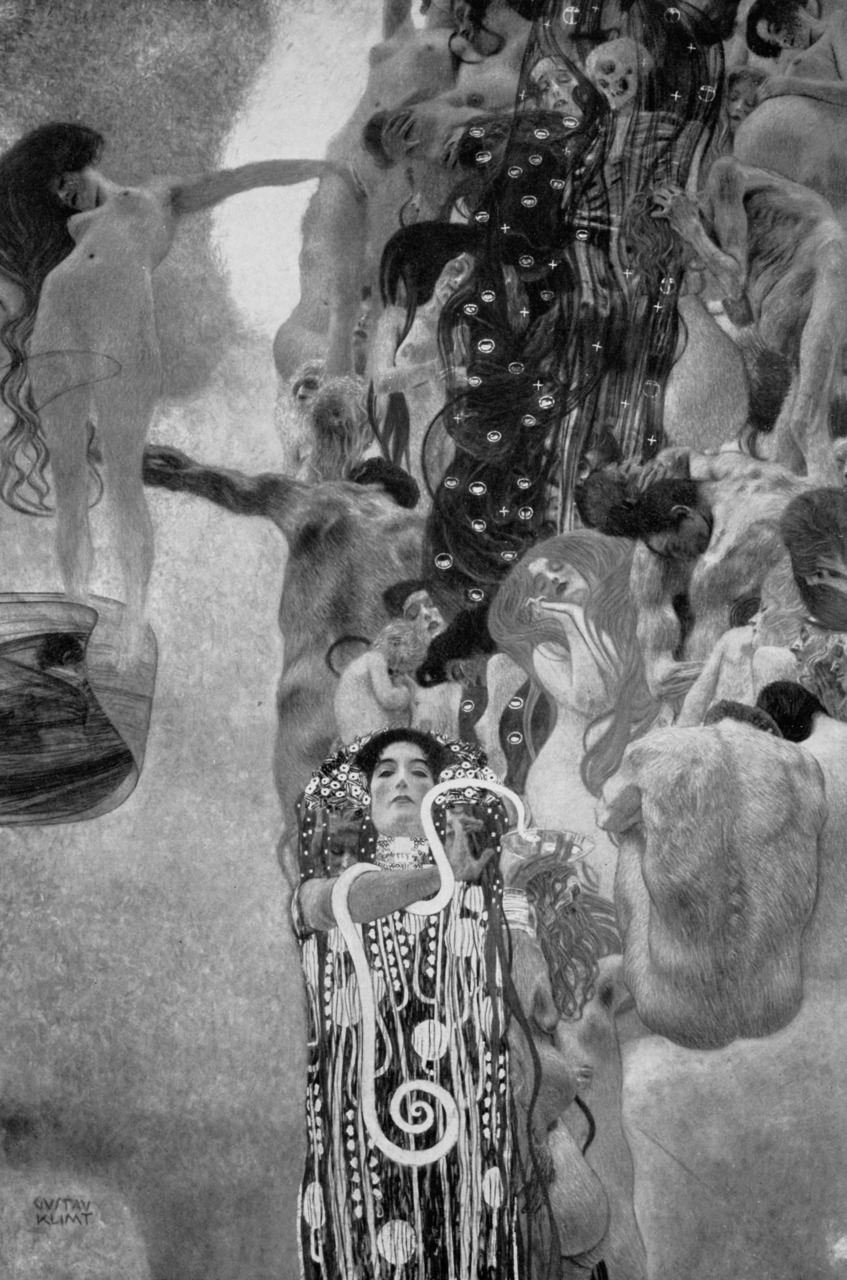
Medicina, 1899–1907.

La Medicina era la segunda pintura, presentada en marzo de 1901 en la décima Exposición de la Secesión. Muestra de nuevo una columna de figuras desnudas, ahora en el lado derecho de la pintura, representando el río de la vida. Al otro lado se ve a una joven desnuda que flota en el espacio, con un bebé a sus pies, representando la Vida. Un esqueleto representa la muerte en el río de la vida. El enlace único entre la mujer flotante y el río de cuerpos son dos brazos, el de la mujer y el de un hombre visto por detrás. En la parte inferior de la pintura se observa a Higía (hija del dios griego de la medicina Asclepio) con una serpiente esculapio alrededor de su brazo (en alusión a la Vara de Esculapio) y la taza de Lete en su mano (su agua, proveniente de uno de los cinco ríos del Hades, causaba el olvido completo a quien lo bebía), volteándola hacia la humanidad. Klimt condujo a una unidad ambigua de vida y muerte, sin nada que celebrara la función de la Medicina o ciencia de la curación. En la exhibición de la pintura en 1901, esta fue atacada por críticos que preferían resaltar que Viena lideraba la investigación médica con figuras como Theodor Billroth (1829–1894), Frantisek Chvostek (1835–1884), y Ludwig Türck (1810–1868). Un artículo en el Medizinische Wochenschrift renegó de que el pintor ignorara los dos logros principales de los doctores, la prevención y la cura.

## Jurisprudencia

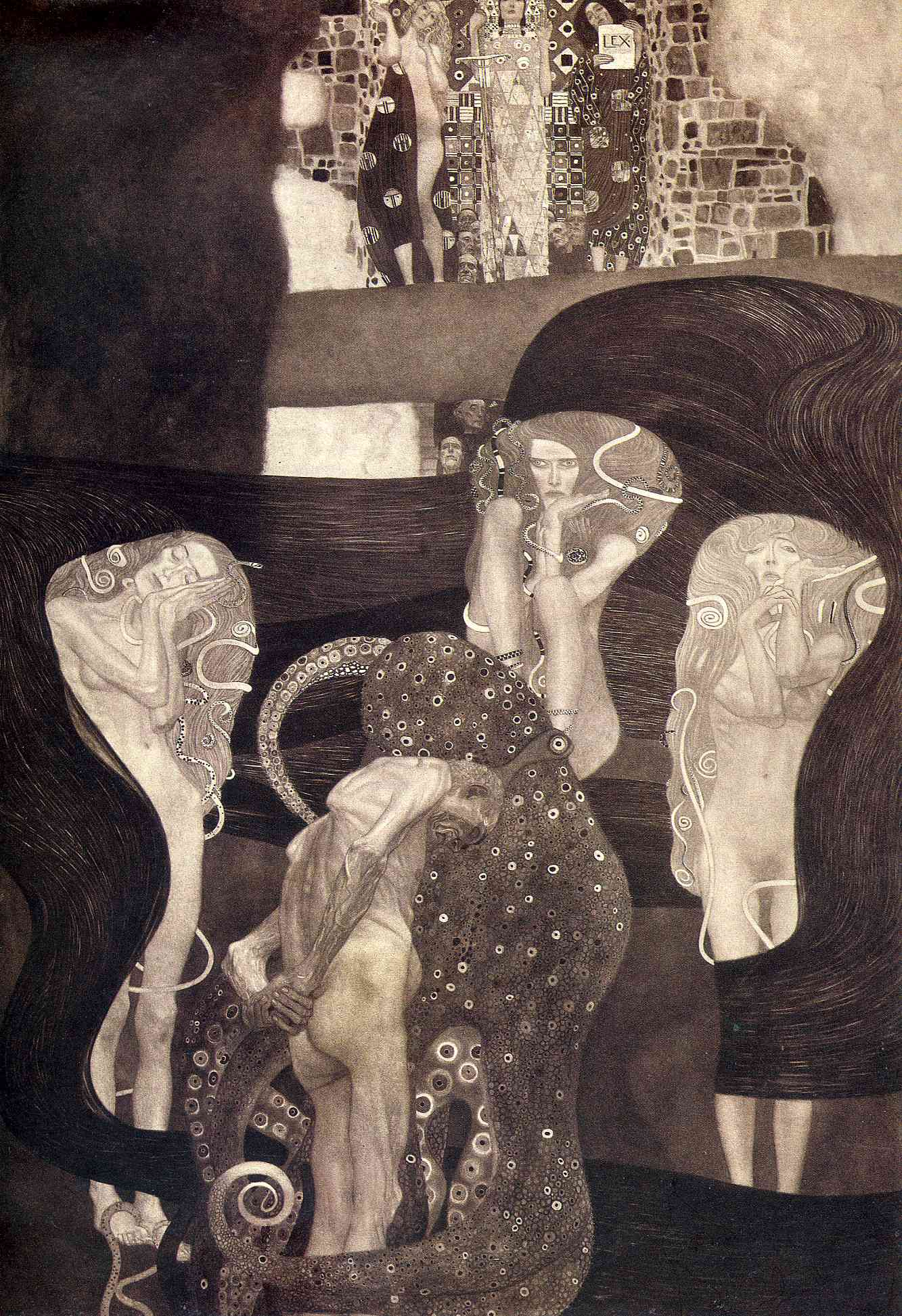
Jurisprudencia, 1899–1907.

Jurisprudencia también estaba cargada de ansiedad y desnudos sin idealizar: Un hombre condenado es representado rodeado por tres furiosas mujeres y un monstruo del mar, mientras al fondo, las tres diosas Verdad, Justicia y Ley, observan. Son mostradas como las Eumenides (o Erinias), castigando al hombre condenado con el abrazo mortífero de un pulpo. No es de extrañar que el conflicto en Jurisprudencia haya sido visto como "psico-sexual".

## Reacción
Las pinturas de la Facultad fueron ferozmente atacadas por los críticos cuando fueron presentadas, pues cada pintura rompía diferentes tabúes culturales, contradiciendo la tendencia a sublimar la realidad y solo presentar sus aspectos más favorables. Las pinturas también sufrieron los cargos estándares de obscenidad que Klimt a menudo afrontó. Ochenta y siete miembros de la facultad protestaron contra el mural, y en 1901 un fiscal se tomó el asunto personalmente e incluso logró elevarlo al Parlamento de Austria, siendo la primera vez que un debate cultural sería tratado allí, pero al final ninguna acción fue tomada. Solo el ministro de educación defendió a Klimt, y cuando Klimt fue elegido para ser profesor en la Academia de Bellas Artes en 1901, el gobierno rechazó ratificar la elección. Nunca se le ofreció otra posición de enseñanza. Esta también sería la última vez que Klimt aceptaría comisiones del Estado, remarcando: "he tenido bastante de censura... Rehúso todo soporte estatal, no quiero nada de él."
Una pintura posterior titulada Goldfish (a mis críticos) (1901–1902) en la cual mostró a una hermosa mujer sonriente que mostraba su trasero al espectador, era una respuesta obvia a todos los que atacaron tildando de 'pornografía' y 'exceso pervertido' a sus pinturas universitarias.
En 1903, Hermann Bahr, un escritor y seguidor de Klimt, en respuesta a las duras críticas a las pinturas de la facultad, compiló los artículos que atacaban a Klimt, y publicó el libro "Gegen Klimt" (Contra Klimt), donde expuso lo absurdo de las acusaciones de los críticos.

## Resultado y destrucción
Las pinturas fueron solicitadas para la Exposición Universal de San Luis, Misuri en 1904, pero el ministerio declinó, nervioso por la reacción que podrían causar. Klimt entonces dimitió de su contrato, deseando mantener su trabajo, pero el ministerio insistió en que eran ya propiedad del Estado. Solo cuando Klimt amenazó al personal de confiscación con una escopeta, fue capaz de mantener sus pinturas. Klimt repagó el adelanto de 30.000 coronas con el apoyo de August Lederer, uno de sus más importantes clientes, quien recibió a cambio Filosofía. En 1911 Medicina y Jurisprudencia fueron compradas por el artista y amigo de Klimt, Koloman Moser. Medicina finalmente llegó a posesión de una familia judía, y en 1938 la pintura fue confiscada por Alemania. En 1943, después de una exposición final, fueron trasladadas a Schloss Immendorf, un castillo al sur de Austria, para su protección. En mayo de 1945 las tres pinturas fueron destruidas durante el retroceso de las fuerzas SS alemanas, quienes prendieron fuego al castillo para impedir que cayera en manos del enemigo. Los restos conservados son algunos bocetos preparatorios y unas cuantas fotografías en blanco y negro. De Medicina solo queda una fotografía, tomada justo antes de que fuera destruida.

## Reconstrucción de las obras
A finales de 2021, una colaboración entre Google y el Museo Leopold de Viena restauró mediante técnicas de aprendizaje profundo el posible color que compondrían las distintas obras, obteniendo resultados satisfactorios que fueron finalmente refinados por intervención humana.

## Galería

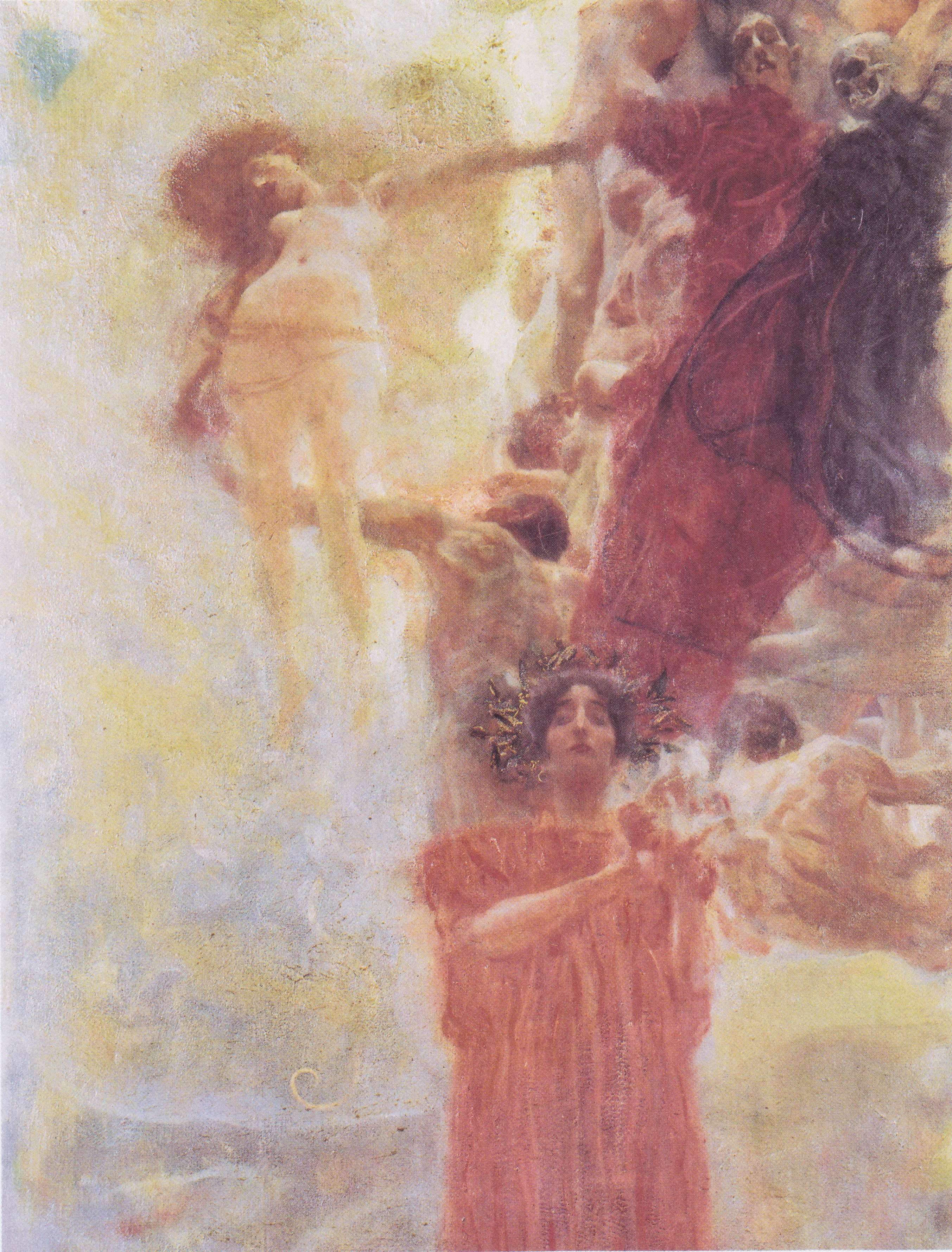
Composición para Medicina
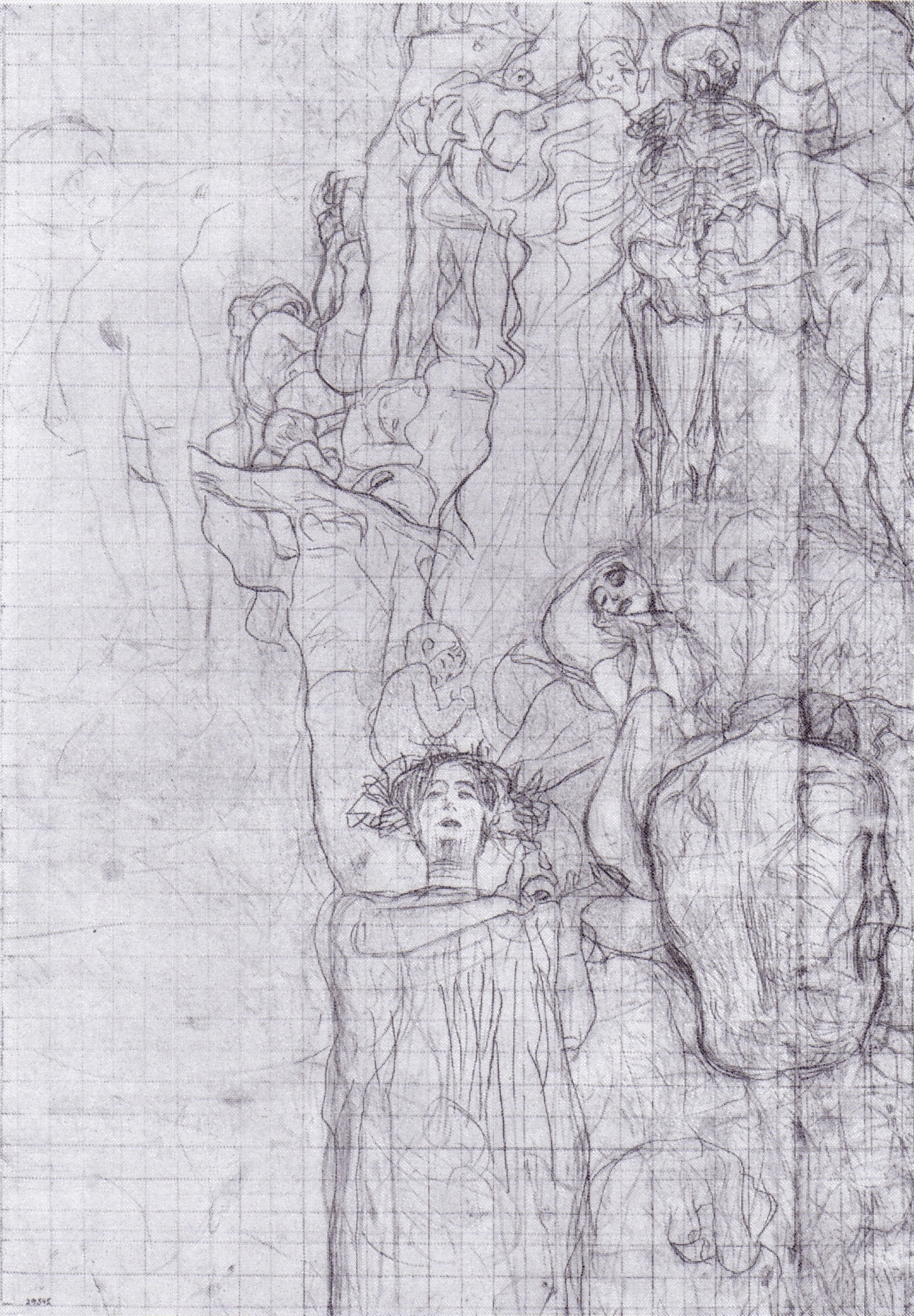
Estudio para Medicina
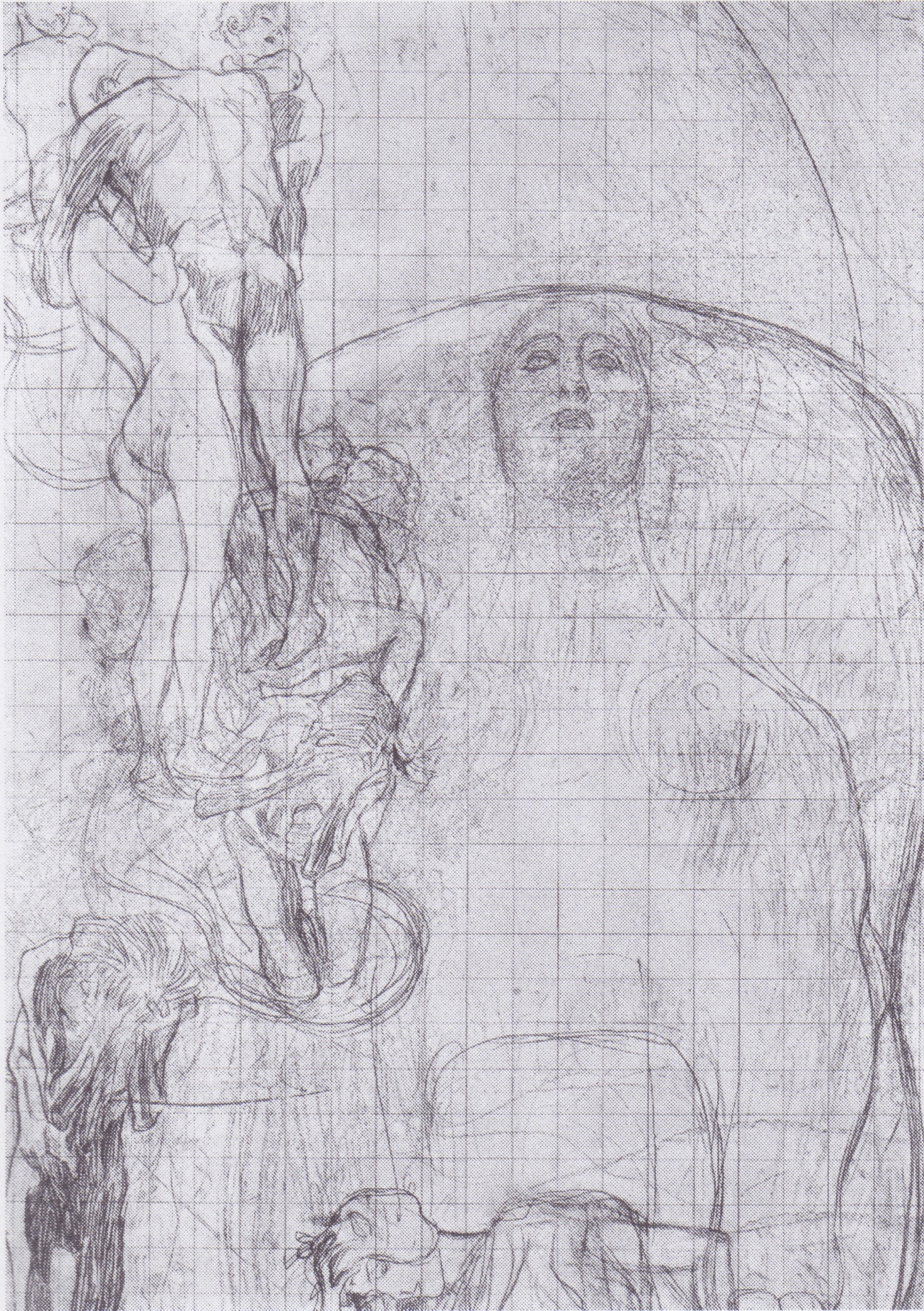
Estudio para Filosofía
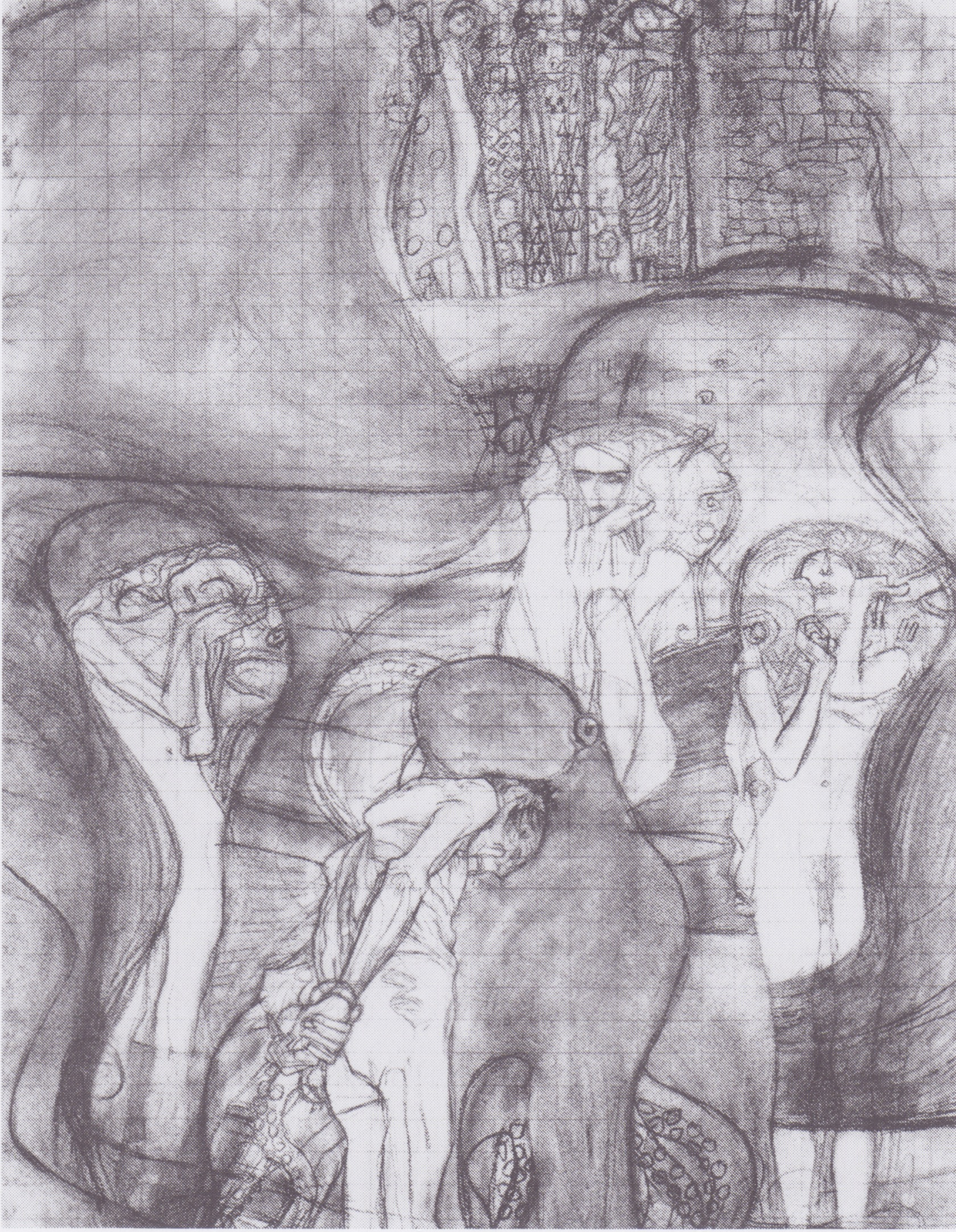
Estudio para Jurisprudencia